# 赵以成旧居
赵以成旧居建于1920年，是天津市政协委员，天津市人大代表，中华人民共和国全国政协委员，第二、三届全国人大代表、中国神经外科医学创始人、著名医师趙以成在天津的故居。位于当时的天津英租界的科伦坡道（Colombo Road）（今和平区常德道69号），该建筑目前是一般保护等级历史风貌建筑。

## 建筑
赵以成旧居的建筑面积为100多平方米，为砖木混合结构二层小楼。外立面部分为清水砖墙，部分为水泥断块。大门入口处为拱券形设计，建筑内部共有8间房间，一楼为饭厅和客厅，二楼为卧室、起居室和书房等，地面铺有菲律宾木地板并设有中世纪的拱券形砖砌壁炉。后院设有甬道、花坛和葡萄架，该建筑为一座英格兰别墅式的城堡式建筑。